# Sarah Stevenson
Sarah Diana Stevenson, född 30 mars 1983 nära Doncaster i England, är en brittisk taekwondoutövare. Stevenson slutade på fjärde plats i sin OS-debut 2000 och när hon deltog i OS 2008 i Peking, tog hon sig till en bronsmatch och vann en bronsmedalj och blev därmed Storbritanniens första OS-medaljör i taekwondo någonsin.

## Karriär
Stevenson började sin karriär genom att bli världsmästare 1998 när hon var 15 år gammal. 2000 senare placerade hon sig på tredje plats i olympiska spelen:s världskvafifikationsturneringar och kvalificerade sig till OS 2000:s 67 kg-klass i taekwondo för damer, men förlorade mot norskan Trude Gundersen i semifinalen och det blev ingen medalj för Stevenson denna gång, för hon förlorade i bronsmedaljmatchen mot japanskan Yoriko Okamoto.

## Utmärkelser
- Riddare av Brittiska imperieorden,  2012

[Redigera Wikidata]